# Central Bedfordshire
Il Central Bedfordshire è un'autorità unitaria del Bedfordshire (contea cerimoniale), Inghilterra, Regno Unito. È stata istituita nel 2009 dalla fusione dei precedenti distretti del Mid Bedfordshire e South Bedfordshire.